# Lis Hartel
|  | Hästsportsportalen |

Lis Hartel, född Holst 14 mars 1921 i Hellerup, död 12 februari 2009 i Köpenhamn, var en dansk dressyrryttarinna. Hon tog silver vid Olympiska sommarspelen 1952 samt 1956 och blev den första kvinnliga olympiska medaljören i ridsport. Hon vann dessutom ett flertal danska mästerskap och blev 1954 inofficiell världsmästarinna i dressyr.
Åtta år före sitt OS-silver 1952 drabbades Hartel av polio som lämnade henne förlamad från knäna och nedåt.

## Utmärkelser
- Invald i danska Hall of Fame[4]
- Invald i International Women's Sports Hall of Fame 1994[5]